# Maria Alexandrovna af Rusland
Maria Aleksandrovna af Rusland (russisk: Мария Александровна; 17. oktober 1853 – 24. oktober 1920) var en russisk storfyrstinde, der var prinsesse af Storbritannien, hertuginde af Edinburgh og senere hertuginde af det tyske dobbelthertugdømme Sachsen-Coburg-Gotha som ægtefælle til Prins Alfred af Storbritannien. 
Maria Aleksandrovna tilhørte huset Romanov og var datter af den russiske zar Aleksandr 2. og Kejserinde Maria Aleksandrovna af Rusland. Hun blev gift med Dronning Victoria af Storbritanniens næstældste søn, Prins Alfred i 1874.

## Ungdom
Storfyrstinde Maria blev født på Alexanderpaladset i Tsarskoje Selo udenfor Sankt Petersborg som den eneste overlevende datter af den senere kejser Alexander 2. af Rusland i hans ægteskab med prinsesse Marie af Hessen og ved Rhinen. Hun var specielt knyttet til sin moder.
I sin barndom lærte hun de gængse sprog fransk, tysk og engelsk. 
Maria blev hurtigt meget selvbevidst om sin status, og hendes standsbevidsthed fulgte hende gennem hele livet. Ligeledes var hun bevidst om at pligten kom før fornøjelsen.
Hun nærede en stor kærlighed for Rusland, og hun elskede at køre slædeture om vinteren.

## Ægteskab
Som den eneste datter af Alexander 2. var Maria et eftertragtet parti blandt de kongelige og fyrstelige familie. Hendes moder ønskede dog en mindre betydelig prins, der ville slå sig ned i Rusland, så hun stadig kunne beholde sin datter hjemme.
Maria blev dog i 1874 gift med prins  Alfred af Storbritannien, den næstældste søn af dronning Victoria af Storbritannien.
Ægteskabet var ikke særlig lykkeligt. Det eneste de havde tilfælles var deres interesse for musik.

## Livet i Storbritannien
Maria følte sig aldrig til rette i Storbritannien. Hun blev betragtet som hård af det britiske selskabsliv og i familien.
Hun beholdt sin ortodokse religion og indrettede et kapel i Clarence House, parrets bolig i London.
Kort efter hendes ankomst insisterede hun på at have rang efter dronningen med henvisning til hendes status som russisk kejserdatter, hvilket skabte en del spændinger i familien. Hendes ønske blev dog ikke opfyldt, og hun havde rang efter den danskfødte prinsesse af Wales, Alexandra af Danmark.

## Hertuginde af Sachsen-Cobug-Gotha
I 1893 arvede hendes mand hertugdømmet Sachsen-Coburg-Gotha, en af de mindre stater i det Tyske kejserrige.
Maria følte sig til rette i rollen som regerende hertuginde, og nød tiden i familiens nye hjemland, modsat tiden i Storbritannien. Hun holdt især af at indrette de hertugelige paladser. 
Maria delte sin tid mellem Coburg og Frankrig, med hyppige rejser til Storbritannien og Rusland. Ligeledes købte hun et slot i Bayern ved søen Tegernsee, hvor hun samlede hele familien.